# 洗髪
| ウィキペディアには「洗髪」という見出しの百科事典記事はありません（タイトルに「洗髪」を含むページの一覧/「洗髪」で始まるページの一覧）。 代わりにウィクショナリーのページ「洗髪」が役に立つかもしれません。 |